# رئیس‌جمهور آفریقای جنوبی
رئیس‌جمهور آفریقای جنوبی (آفریکانس: President van Suid-Afrika)
نخستین انتخابات دموکراتیک آفریقای جنوبی که در آن همه افراد می‌توانستند شرکت کنند در تاریخ ۲۷ آوریل ۱۹۹۴ برگزار شد. کنگره ملی آفریقا اکثریت را در انتخابات به خود اختصاص داد، و ماندلا، به عنوان رهبر کنگره ملی آفریقا، به عنوان نخستین رئیس جمهور سیاه‌پوست کشور برگزیده شد
بعد از نلسون ماندلا، تابو امبکی، جاکوب زوما و سیریل رامافوسا به ریاست جمهوری رسیدند.

## فهرست رئیس‌جمهورهای آفریقای جنوبی از ۱۹۹۴
احزاب
      کنگره ملی آفریقا
| # | نام (زاده–درگذشته)       | تصویر | Took office     | Left office                | Elected (Parliament)                      | حزب سیاسی        |
| - | ------------------------ | ----- | --------------- | -------------------------- | ----------------------------------------- | ---------------- |
| ۱ | نلسون ماندلا (۱۹۱۸–۲۰۱۳) |       | ۱۰ مه ۱۹۹۴      | ۱۴ ژوئن ۱۹۹۹               | 1994 (بیست و دومین)                       | کنگره ملی آفریقا |
| ۲ | تابو امبکی (۱۹۴۲–)       |       | ۱۴ ژوئن ۱۹۹۹    | ۲۴ سپتامبر ۲۰۰۸ (Resigned) | 1999 (بیست و سومین) 2004 (بیست و چهارمین) | کنگره ملی آفریقا |
| ۳ | گالیما موتلانته (۱۹۴۹–)  |       | ۲۵ سپتامبر ۲۰۰۸ | ۹ مه 2009                  | 2008 (بیست و چهارمین)                     | کنگره ملی آفریقا |
| ۴ | جاکوب زوما (۱۹۴۲–)       |       | ۹ مه ۲۰۰۹       | Incumbent                  | 2009 (بیست و پنجمین) 2014 (بیست و ششمین)  | کنگره ملی آفریقا |
| ۵ | سیریل رامافوسا (۱۹۵۲–)   |       | ۱۵ فوریه ۲۰۱۸   | Incumbent                  | 2009 (بیست و پنجمین) 2014 (بیست و ششمین)  | کنگره ملی آفریقا |